# Iバス
iバス（アイバス）は、東京都稲城市が運行しているコミュニティバス（稲城市循環バス）。全路線が小田急バス新百合ヶ丘営業所に運行委託されている。

## 概要

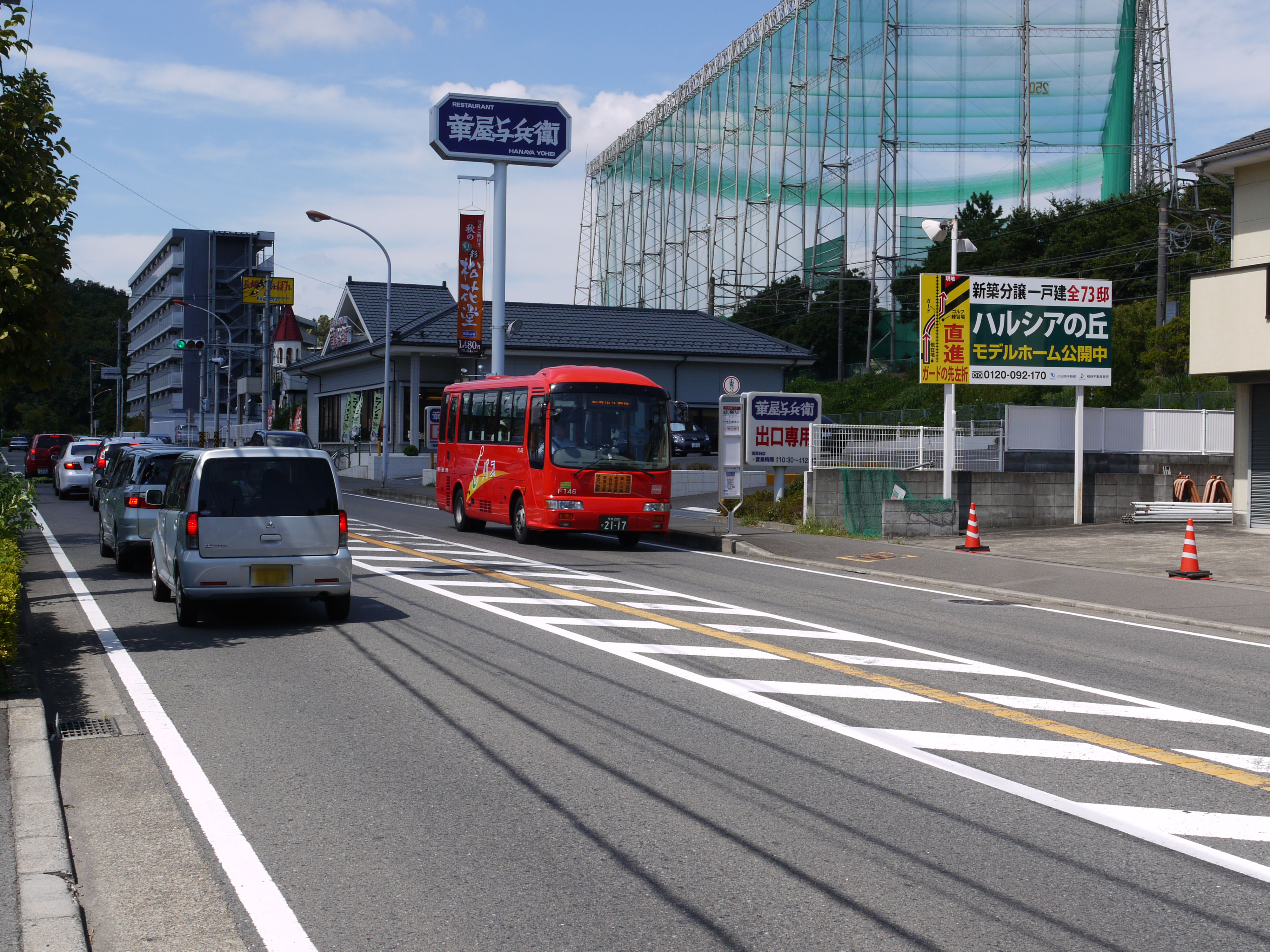
はるひ野駅入口バス停を通過するiバス

詳細は稲城市公式サイト「ｉ（あい）バスの概要」を参照。
愛称であるiバスは、「稲城市の頭文字としてのi」、「循環バスが愛着をもって利用されるよう期待をこめたものとしての愛」、「循環バスで巡り逢いとしての逢い」から名づけられた。
運行当初は運転間隔が1時間半と長かったことから、利用者に停留所で長い間待たせないため、車両にGPS装置と発信機を取り付け、インターネット上でバスの位置情報が確認できるナビゲーションシステムを運用していた。その後、試運転を含む路線数増加による運転間隔の短縮などを理由に、2007年（平成19年）2月に運用を終了している。
2017年（平成29年）3月27日から、路線を見直した上で新路線での運行を開始した。
2017年3月27日からの現行路線については、稲城市公式サイトの「iバス路線図・時刻表（平成29年3月27日から運行） 」を参照のこと。

## 沿革

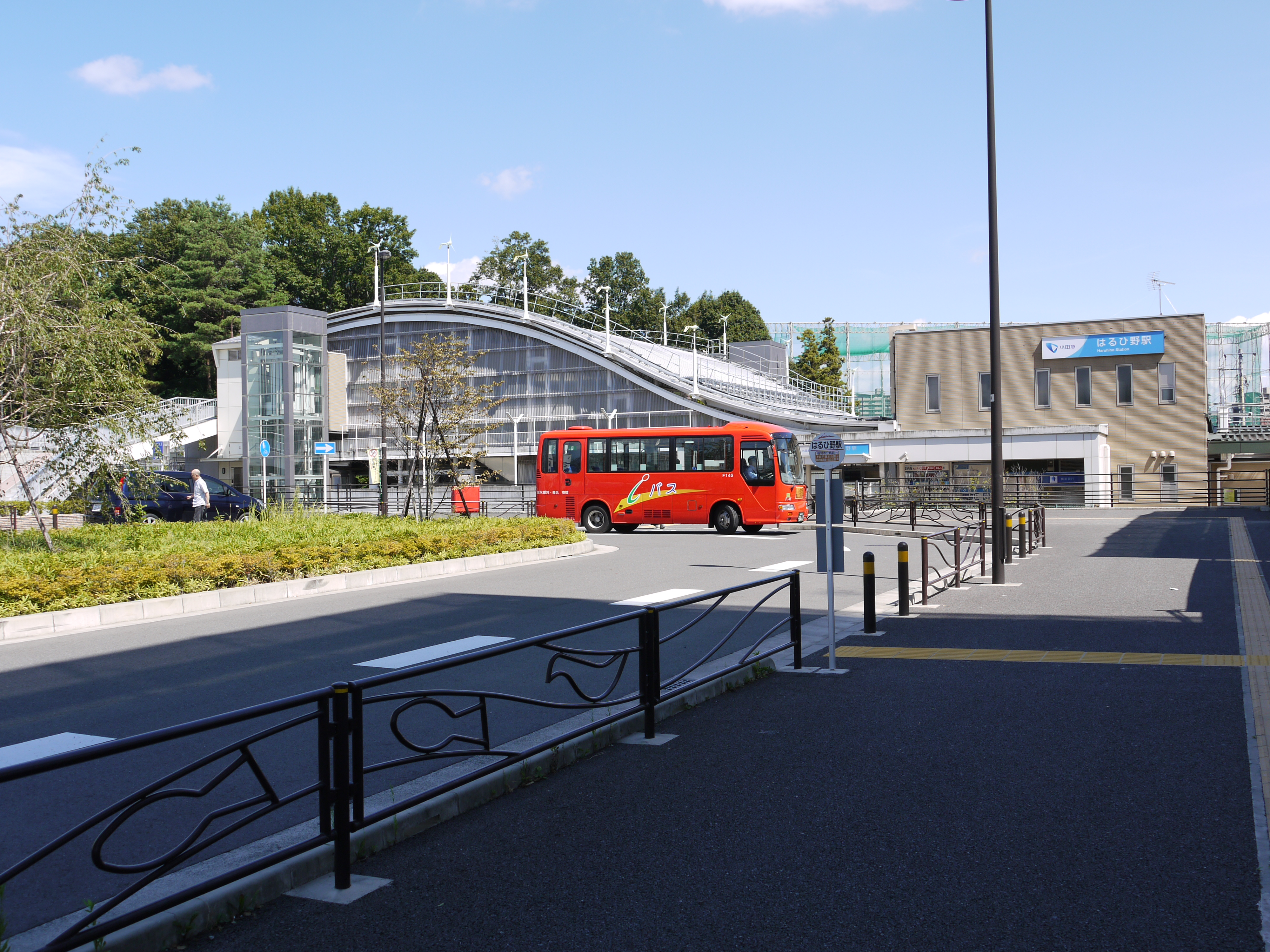
はるひ野駅南口ロータリーに乗り入れるiバス

- 2001年（平成13年）10月1日 - 11月30日までの間、試験運行を実施する。
- 2002年（平成14年）4月30日 - 本格運行を開始する[1]。
- 2002年（平成14年）9月 - 小田急バスの車両による運行から、専用車両による運行に変更する。
- 2003年（平成15年）5月1日 - 平尾団地から京王よみうりランド駅ルートの運転を開始する。
- 2005年（平成17年）12月20日 - 京王よみうりランド駅 - よみうりランド丘の湯を延伸、市内循環ルートの迂回路線を本路線に変更する[2]。また、インターネットによるバス位置確認情報サービスを一時休止する。
- 2006年（平成18年）4月23日 - 尾根幹線道路の開通に伴い、矢野口駅、榎戸のバス停留所を移設する[3]。
- 2006年（平成18年）11月20日 - 平尾団地から稲城市立病院ルートの試験運行を開始する[4]。
- 2007年（平成19年）2月28日 - インターネットでのバス位置確認情報サービスを終了する[5]。
- 2007年（平成19年）12月3日 - PASMOが使用可能となる[6]。
- 2008年（平成20年）1月7日 - 平尾団地から稲城市立病院ルートについて本格運行に移行する。また、稲城市立病院停留所を病院正面玄関に移設する[7]。
- 2014年（平成26年）10月1日 - 新しい路線での運行を開始。
- 2017年（平成29年）3月27日 - 路線の見直しが行われ、新路線での運行を開始[8]。
- 2021年（令和3年）2月28日 - 1台のみ残っていた日野・リエッセの運行を終了。以降は基本的に全便日野・ポンチョでの運行となる[9]。
- 2022年（令和4年）10月16日 - 小田急バス町田営業所の閉鎖に伴って、新たに開設された小田急バス新百合ヶ丘営業所に路線移管[10]。

## 運行内容

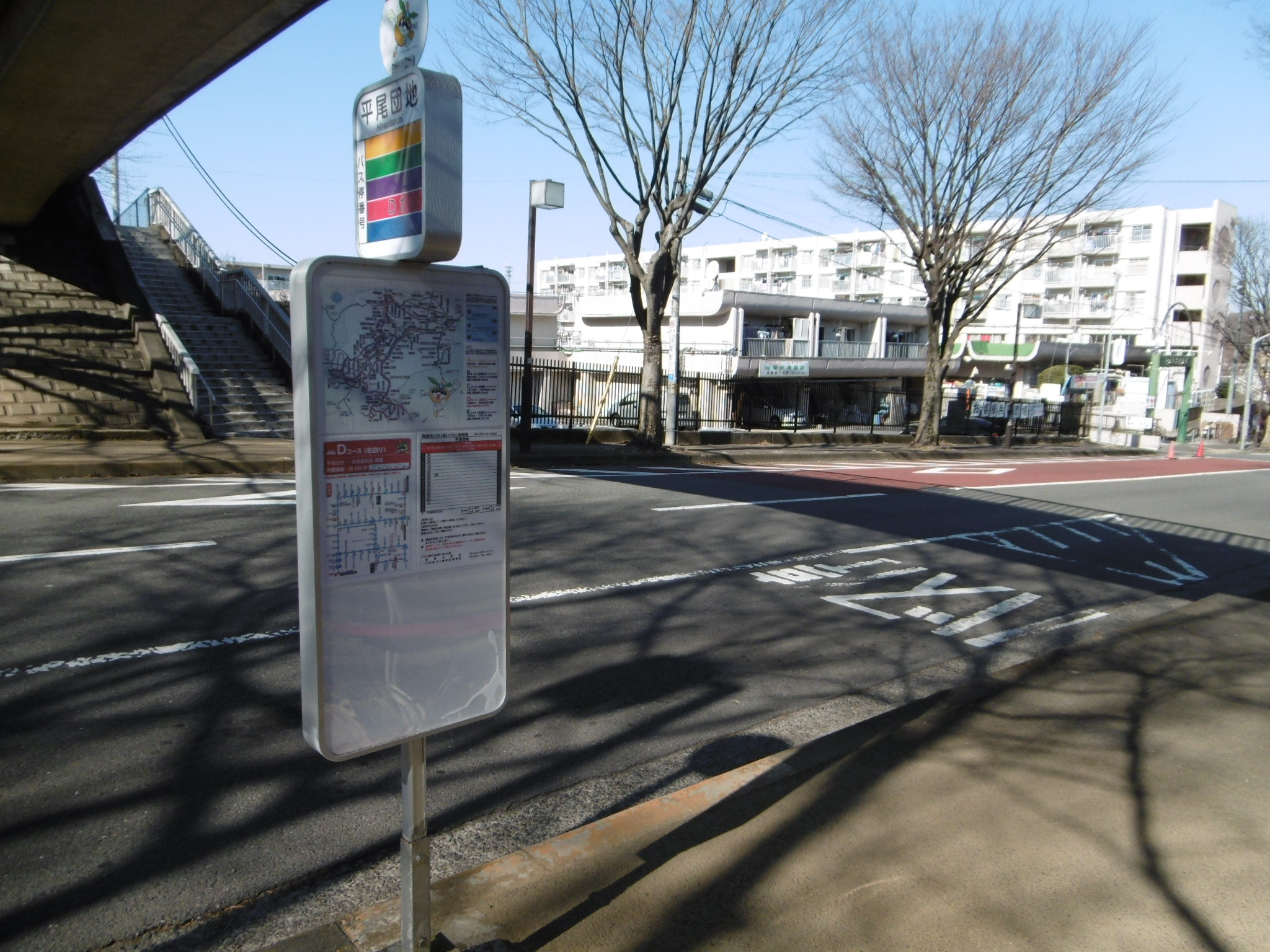
「稲城なしのすけ」が描かれた専用バス停（平尾団地）

詳細は稲城市公式サイトの「i（あい）バス 運賃などのご案内」を参照。
運賃は全線均一で、中学生以上の大人は180円（IC運賃175円）、小学生は50円（現金・ICとも）、未就学児は無料。
PASMO・Suicaなど、交通系ICカードが利用可能で、IC運賃の適用もある。
小田急バスIC定期券、小田急バス一日フリーパス、小田急バスの高齢者専用割引定期券「ナイスパス」も利用可能である。
また、東京都シルバーパスの利用も可能である。障害者割引もあり、大人運賃のみ各種障害者手帳提示により半額となる（子供運賃の割引はなし）。路線の一部で川崎市内を通行する箇所があるが、精神障害者保健福祉手帳での割引は東京都内の区間のみ割引が適用される。

## 現行路線

### 市内循環路線（Aコース・Bコース）
- 平尾団地 - 栗平駅 - 若葉台駅 - 長峰三丁目 - 向陽台 - 稲城市立病院 - 南多摩駅 - 矢野口駅 - 稲城市役所 - 稲城駅 - 坂浜 - 平尾団地

平尾団地を起終点に市内を大きく循環する路線。栗平駅先回りのAコースは一周約120分、稲城駅先回りのBコースは一周約115分で運行している。両コースともに2台の車両で約1時間間隔で運行されている。

### 平尾・南多摩駅路線（Cコース）
- 平尾団地 - 平尾 - 坂浜診療所 - はるひ野駅 - 若葉台駅 - 上谷戸親水公園 - 総合体育館 - 向陽台 - 稲城市立病院 - 南多摩駅

平尾団地から南多摩駅まで市内を大きく縦断する路線。平尾団地発は約74分、南多摩駅発は約76分で運行している。2台の車両を使用し、1～2時間間隔で運行されている。

### 南多摩駅・よみうりランド路線（Dコース・Eコース）
- 南多摩駅 - 稲城市立病院 - 南多摩スポーツ広場 - 稲城長沼駅入口 - 稲城市役所 - 稲城駅 - 稲城市役所 - 京王よみうりランド駅 - よみうりランド天安 - 京王よみうりランド駅 - 矢野口駅 - 押立郵便局 - 南多摩スポーツ広場 - 南多摩駅

南多摩駅を起終点によみうりランド方面へ向かう路線。梨・ぶどう畑がある地区を通過することからDコース（梨）、Eコース（ぶどう）の愛称が付けられている。稲城長沼駅先回りのDコースは一周約103分、矢野口駅先回りのEコースは一周約97分で運行している。1台のバスを使用し、Dコース→Eコース→Dコース→…の順に交互に各コース約3時間43分間隔で運行されている。

## 利用状況
平成29年度の路線見直し以降の各路線の年間乗車人員は以下の通りである。
- Aコース
  - 平成29年度 - 165,046人
  - 平成30年度 - 175,045人
  - 平成31年度 - 171,863人
  - 令和2年度 - 113,252人
- Bコース
  - 平成29年度 - 165,749人
  - 平成30年度 - 190,251人
  - 平成31年度 - 193,522人
  - 令和2年度 - 135,753人
- Cコース
  - 平成29年度 - 106,858人
  - 平成30年度 - 122,353人
  - 平成31年度 - 124,931人
  - 令和2年度 - 82,322人
- Dコース
  - 平成29年度 - 18,021人
  - 平成30年度 - 19,644人
  - 平成31年度 - 20,640人
  - 令和2年度 - 14,159人
- Eコース
  - 平成29年度 - 14,894人
  - 平成30年度 - 18,731人
  - 平成31年度 - 18,931人
  - 令和2年度 - 11,575人

## 2014年10月1日から2017年3月26日までの路線

### 矢野口駅～稲城市立病院 循環（Aコース）
- 矢野口駅 - 稲城市役所 - 稲城駅 - 稲城市立病院 - 南多摩駅前 - 押立郵便局 - 矢野口駅

### 稲城市立病院～よみうりランド丘の湯 循環（Bコース）
- 稲城市立病院 - 向陽台 - 長峰 - 駒沢学園入口 - 稲城駅 - 京王よみうりランド駅 - よみうりランド丘の湯 - 矢野口駅 - 島守神社前 - 南多摩駅前 - 稲城市立病院

### はるひ野駅～南多摩駅前 往復（Cコース）
- はるひ野駅 - 若葉台駅 - 上谷戸親水公園 - 向陽台 - 稲城市立病院 - 南多摩駅前

### 平尾団地～南多摩駅前 循環（Dコース）
- 平尾団地 - 栗平駅 - 若葉台駅 - 坂浜診療所 - 長峰 - 向陽台 - 稲城市立病院 - 南多摩駅前 - 稲城長沼駅前 - 稲城市役所 - 稲城駅 - よみうりカントリークラブ前 - 平尾団地

### 平尾団地～矢野口駅 循環（Eコース）
- 平尾団地 - 栗平駅 - よみうりカントリークラブ前 - 稲城駅 - 稲城市役所 - 矢野口駅 - 押立郵便局 - 南多摩駅前 - 稲城市立病院 - 向陽台 - 若葉台駅 - 平尾団地

## 2014年9月30日までの路線
すべての路線が2014年9月30日まで運行していた。

### 市内循環
- 稲城駅 - 宮の台 - 平尾団地 - 栗平駅 - 上平尾 - 若葉台駅 - 向陽台 - 南多摩駅入口 - 稲城市立病院 - 南多摩駅 - 押立郵便局 - 矢野口駅 - 稲城市役所 - 稲城駅

市内を循環するおよそ26kmのルートであり、右回りは平尾団地、左回りは稲城市役所を先に回る経路となる。

### 平尾団地～よみうりランド丘の湯
- 平尾団地 - 栗平駅 - 上平尾 - 若葉総合高校前 - 若葉台駅 - 若葉台公園 - 稲城中央公園 - 稲城市立病院 - 南多摩駅 - 押立郵便局 - 矢野口駅 - 京王よみうりランド駅 - よみうりランド丘の湯

平尾団地とよみうりランド丘の湯を結ぶおよそ18kmのルートである。

### 平尾団地～稲城市立病院
- 平尾団地 - 平尾 - 上平尾 - 読売カントリークラブ前 - 坂浜診療所 - 若葉台駅 - 若葉台公園 - 稲城中央公園 - 稲城市立病院

2006年（平成18年）から試験運行を開始したおよそ12.7kmの路線である。既存ルートに加えて、これまでiバスの運行のなかった平尾文化通りと鶴川街道をルートに加え、また、既存区間のうち利用者の多い区間について、増強を図る形となっている。

### はるひ野駅～稲城市立病院
- はるひ野駅 - 若葉台駅 - 上谷戸親水公園 - 総合体育館 - 向陽台- 稲城市立病院

### 過去の路線の利用状況
2014年9月30日まで運行していた各線の、運行開始からの1日あたりの利用者数は以下の通りである。
- 市内循環コース（右回り、左回りの合計）
  - 平成14年度 - 336人[13]
  - 平成15年度 - 426人[14]
  - 平成16年度 - 445人[15]
  - 平成17年度 - 450人[16]
  - 平成18年度 - 489人[17]
  - 平成19年度 - 511人[18]
  - 平成20年度 - 559人[19]
  - 平成21年度 - 549人[20]
  - 平成22年度 - 595人[21]
- 平尾団地からよみうりランド丘の湯ルート
  - 平成16年度 - 151人[22]
  - 平成17年度 - 149人[23]
  - 平成18年度 - 171人[24]
  - 平成19年度 - 183人[25]
  - 平成20年度 - 209人[26]
  - 平成21年度 - 217人[27]
  - 平成22年度 - 243人[28]
- 平尾団地から稲城市立病院ルート
  - 平成19年度 - 158人[29]
  - 平成20年度 - 192人[30]
  - 平成21年度 - 200人[31]
  - 平成22年度 - 218人[32]
- はるひ野駅から稲城市立病院コース
  - 平成22年度 - 53人[33]

## 車両

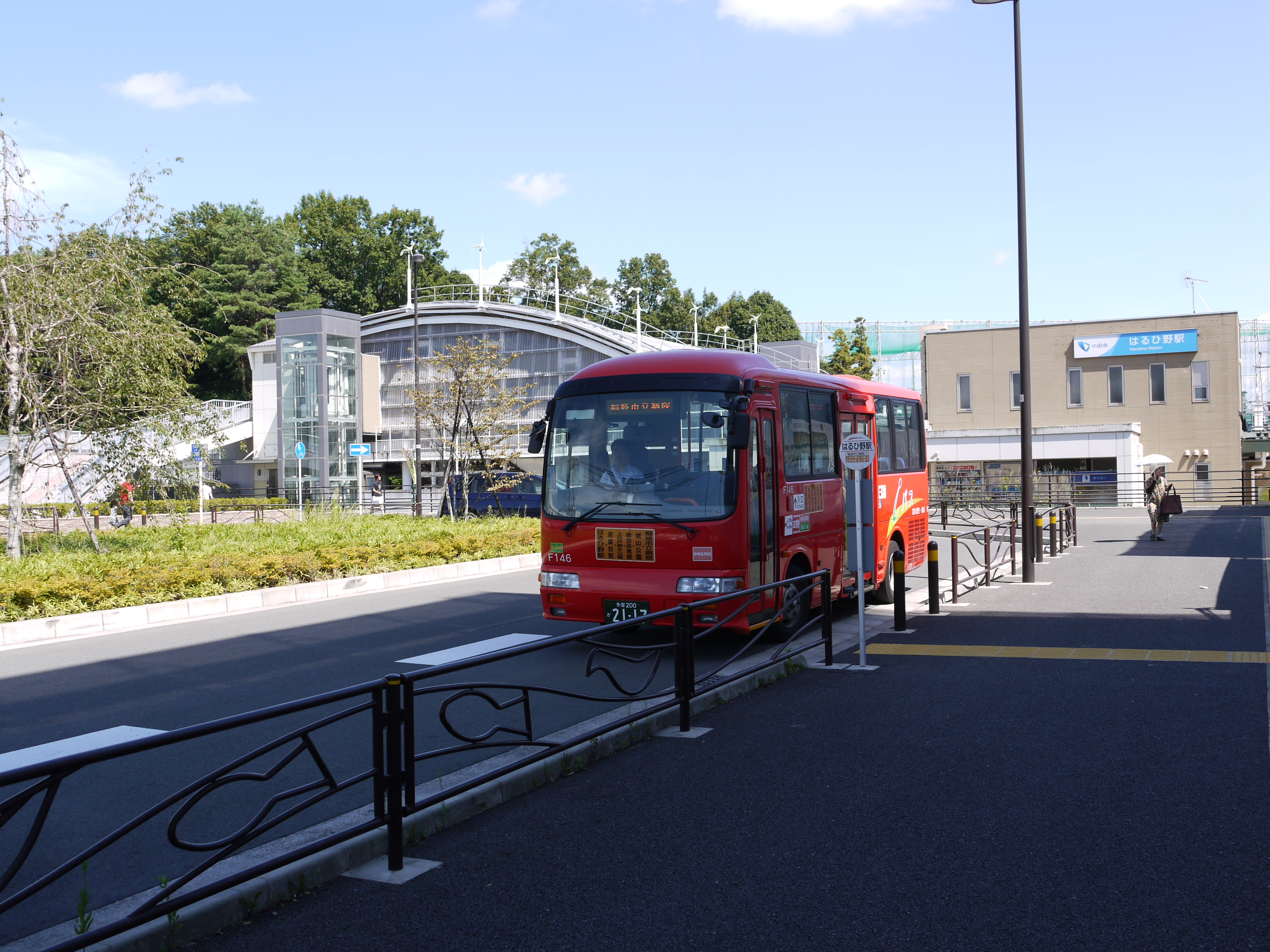
iバス専用車 日野・リエッセ（F146号車・除籍済）

赤色のiバス専用カラーの小型バス全8台（うち1台は予備車）で運行する。

### 現在の車両
- 日野・ポンチョ
  - ノンステップバス。経年車のリエッセの代替で導入。大河原邦男デザインの稲城市のゆるキャラ「稲城なしのすけ」が描かれている。2012年のF152号車を皮切りに、2021年にかけて8台を配置。
  - 2017年4月に導入された新型車両には、稲城市をホームタウンとする東京ヴェルディのキャラクター「ヴェルディくん」もラッピングされている[34]。
- 三菱ふそう・エアロミディME
  - ノンステップバス。同じ新百合ヶ丘営業所所管の玉川学園コミュニティバス（玉ちゃんバス）との共通予備車として、1台（05-F563号車）が新百合ヶ丘営業所に常駐。車検などの事情により、必要台数のポンチョが確保ができない場合にのみ代走する。

### 過去の車両
- 日野・リエッセ
  - ツーステップバス。開業時から使用され、専用車はリエッセで統一されていたが、2012年以降からは新車として前述の日野・ポンチョを導入。以降置き換えが行われ、最後の1台が2021年2月末をもって除籍された。